# Aikinit
Aikinit, auch unter seiner bergmännischen Bezeichnung Nadelerz bekannt, ist ein selten vorkommendes Mineral aus der Mineralklasse der „Sulfide und Sulfosalze“. Es kristallisiert im orthorhombischen Kristallsystem mit der chemischen Zusammensetzung PbCuBiS3 und ist damit chemisch gesehen eine Verbindung aus Blei, Kupfer, Bismut und Schwefel, die aufgrund ihrer Kristallstruktur den Sulfosalzen zugeordnet wird.
Aikinit bildet metallisch glänzende, prismatische bis nadelige und parallel der c-Achse gestreifte Kristalle, kommt aber auch in Form radialstrahliger und massiger Mineral-Aggregate vor. die undurchsichtigen Kristalle sind von bleigrauer, rötlichbrauner oder schwarzer Farbe und hinterlassen auf der Strichtafel einen grauschwarzen Strich. Selten finden sich auch weiße bis cremefarbene Aikinite.

## Etymologie und Geschichte
Erstmals entdeckt wurde Aikinit im „Berjosowski-Goldbergwerk“ in Russland und beschrieben 1843 durch Edward John Chapman (1821–1904), der das Mineral zu Ehren des Autors des zu der Zeit bekannten und populären Werkes „A Manual of Mineralogy“, Arthur Aikin (1773–1854), nach diesem benannte, wobei allerdings in seiner Erstbeschreibung zunächst die Bezeichnung Aikenit auftaucht.
Das Mineral taucht allerdings in verschiedenen Quellen unter verschiedenen Synonymen auf. So erhielt es die bergmännische Bezeichnung Nadelerz aufgrund seiner häufig vorkommenden, nadelförmigen Kristallausbildung. Diese wurde ins englische Acicular ore übernommen und daraus auch die Bezeichnung Aciculite (nach Nicol, 1849), zu Deutsch Aciculit abgeleitet.
In dem von Gustav Adolf Kenngott überarbeiten „Mohs'schen Mineralsystem“ von 1853 wird es nach Haidinger als Patrinit (auch prismatoidischer Wismuthglanz und Nadelerz) mit der Formel 3Pb, Cu2S, Bi2S3 geführt.
Unter anderem im „A Catalogue of Minerals and Synonyms“ von Thomas Egleston (1892) taucht als Synonym für den Aikinit zudem die auf Ernst Friedrich Glocker zurückgeführte Bezeichnung Belonite auf.

## Klassifikation
In der veralteten 8. Auflage der Mineralsystematik nach Strunz gehörte der Aikinit zur Mineralklasse der „Sulfide und Sulfosalze“ und dort zur Abteilung der „Komplexen Sulfide (Sulfosalze)“, wo er als Namensgeber die „Aikinit-Reihe“ mit der System-Nr. II/D.04b und den weiteren Mitgliedern Gladit, Hammarit, Lindströmit und dem inzwischen diskreditierten Rézbányit sowie im Anhang mit Berryit, Betechtinit, Neyit, Nuffieldit vund Wittit bildete.
Im zuletzt 2018 überarbeiteten und aktualisierten Lapis-Mineralienverzeichnis nach Stefan Weiß, as sich im Aufbau noch nach dieser alten Form der Systematik von Karl Hugo Strunz richtet, erhielt das Mineral die System- und Mineral-Nr. II/E.30-010. In der „Lapis-Systematik“ entspricht dies der Abteilung „Sulfosalze (S : As,Sb,Bi = x)“, wobei in den Gruppen II/E.28 bis 35 die Blei-Sulfosalze mit Bismut (x= 6,0 bis 1,6) eingeordnet sind. Hier bildet Aikinit ebenfalls namensgebend die „Aikinitreihe“ mit der Systemnummer II/E.30 und den weiteren Mitgliedern Emilit, Friedrichit, Gladit, Hammarit, Krupkait, Kudriavit, Lindströmit, Paarit, Pekoit, Salzburgit und Součekit.
Die von der International Mineralogical Association (IMA) zuletzt 2009 aktualisierte 9. Auflage der Strunz’schen Mineralsystematik ordnet den Aikinit in die neu definierte Abteilung der „Sulfosalze mit SnS als Vorbild“ ein. Diese ist zudem weiter unterteilt nach den in der Verbindung vorherrschenden Metallen, so dass das Mineral entsprechend seiner Zusammensetzung in der Unterabteilung „Mit Cu, Ag, Fe, Sn und Pb“ zu finden ist, wo es zusammen mit Emilit, Friedrichit, Gladit, Hammarit, Krupkait, Lindströmit, Paarit, Pekoit und Salzburgit die unbenannte Gruppe 2.HB.05a bildet.
In der vorwiegend im englischen Sprachraum gebräuchlichen Systematik der Minerale nach Dana hat Aikinit die System- und Mineralnummer 03.04.05.01. Dies entspricht ebenfalls der Klasse „Sulfide und Sulfosalze“ und dort der Abteilung „Sulfosalze“. Auch hier ist Aikinit als Namensgeber der „Aikinitgruppe (Orthorhombisch, enthält Pb, Cu, Bi, und S)“ mit der System-Nr. 03.04.05 und den weiteren Mitgliedern Krupkait, Gladit, Hammarit, Friedrichit, Pekoit, Lindströmit und Salzburgit innerhalb der Unterabteilung der „Sulfosalze mit dem Verhältnis 3 > z/y und der Zusammensetzung (A+)i(A2+)j[ByCz], A = Metalle, B = Halbmetalle, C = Nichtmetalle“ zu finden.

## Bildung und Fundorte

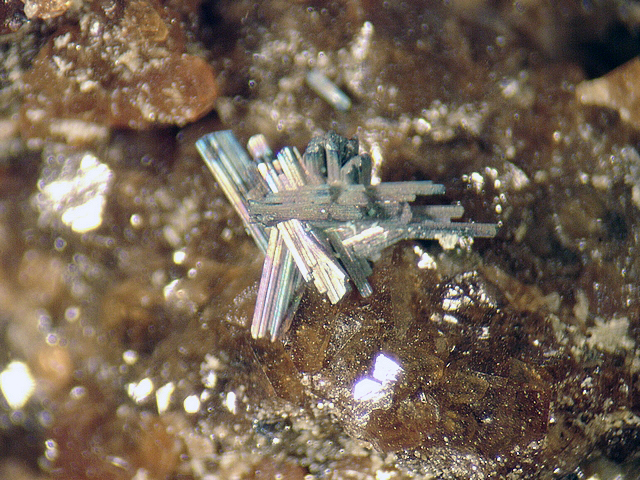
Großaufnahme von nadeligen Aikinitkristallen aus der Kara Mine, Bezirk Hampshire, Tasmanien

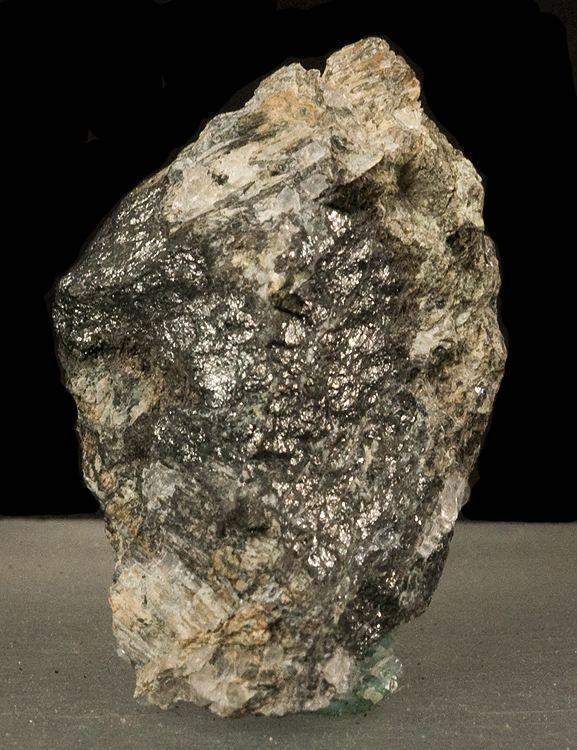
Körniges Aikinit-Aggregat aus dem Tule Canyon (Esmeralda County), Nevada (Größe: 2,9 × 1,8 × 1,1 cm)

Aikinit bildet sich hydrothermal in Erz-Gängen. Begleitminerale sind unter anderem mit Bismuthinit, Chalkopyrit, Enargit, Galenit, Gold, Pyrit, Quarz und Tennantit.
Als eher seltene Mineralbildung kann Aikinit an verschiedenen Fundorten zum Teil zwar reichlich vorhanden sein, insgesamt ist er aber wenig verbreitet. Als bekannt gelten bisher (Stand: 2023) rund 280 Fundorte. Erwähnenswert aufgrund seiner besonderen Mineralfunde sind vor allem Dschida in der russischen Republik Burjatien, wo die bisher größten Aikinitkristalle mit einer Länge von bis zu einem Meter zutage traten sowie die ebenfalls in Russland liegende Typlokalität Berjosowski (Swerdlowsk), wo bis zu 3 cm lange Kristalle gefunden wurden. Aus der „Outlaw Mine“ im Nye County (Nevada) konnten körnige Aggregate mit einem Durchmesser von bis zu 5 cm geborgen werden.
In Deutschland konnte das Mineral in mehreren Gegenden des Schwarzwaldes (Münstertal, Wittichen) in Baden-Württemberg, des Odenwaldes in Hessen, in der Grube Wolkenhügel bei Bad Lauterberg im Harz in Niedersachsen, in mehreren Gruben im Kreis Siegen-Wittgenstein in Nordrhein-Westfalen, in den Gruben „Grüneau“ (Grüne Au, Grünau) bei Schutzbach und Concordia bei Niederfischbach in Rheinland-Pfalz sowie in mehreren Gruben im Erzgebirgskreis in Sachsen gefunden werden.
In Österreich fand sich Aikinit unter anderem in den Tälern Großfragant und Wurten sowie an der Kluidscharte im Zirknitztal in Kärnten, in einem Steinbruch bei Kottaun und in Mineralproben des Aushubmaterials des Semmering-Basistunnels in Niederösterreich, bei Sportgastein, in einer Arsengrube bei Rotgülden/Muhr und in einer Scheelit-Lagerstätte bei Mittersill in Salzburg, im Steinbachgraben (auch Knappenkeusche) nahe Steinhaus am Semmering in der Steiermark sowie bei Bartholomäberg im Silbertal und am Kristbergsattel  bei Kristberg in Vorarlberg.
In der Schweiz konnte das Mineral bisher nur in der Cavradischlucht im Val Curnera und am Piz Grisch im Kanton Graubünden sowie an dem natürlichen Aufschluss „Turtschi“ im Binntal, in der Grube Kaltenberg am Blüomatttälli im Turtmanntal, in verschiedenen Gruben der Gemeinde Anniviers und im Mättital im Kanton Wallis gefunden werden.
Weitere Fundorte sind unter anderem Argentinien, Australien, Bolivien, Bulgarien, China, Frankreich, Griechenland, Grönland, Iran, Italien, Japan, Kanada, Kasachstan, Mexiko, Neuseeland, Nigeria, Norwegen, Peru, Polen, Portugal, Rumänien, Russland, Schweden, Serbien, Slowakei, Südafrika, Tadschikistan, Tschechien, die Türkei, das Vereinigte Königreich (Großbritannien), die Vereinigten Staaten von Amerika (USA).

## Kristallstruktur
Aikinit kristallisiert orthorhombisch in der Raumgruppe Pnma (Raumgruppen-Nr. 62) mit den Gitterparametern a = 11,608 Å; b = 4,0279 Å und c = 11,275 Å sowie 4 Formeleinheiten pro Elementarzelle.